# Международная взаимопомощь
Фонд «Международная взаимопомощь» (англ. Share International Foundation) — религиозная некоммерческая, неправительственная организация, ассоциативный член Департамента общественной информации ООН.
Этот фонд, основанный шотландским художником-эзотериком Бенджамином Кремом, с главными офисами в Лондоне, Амстердаме, Токио и Лос-Анджелесе, издаёт журнал «Международная взаимопомощь» (Share International), который распространяется более чем в 70-ти странах мира, предлагая читателям свои взгляды в области психологии, этики, мировой экономики и международной политики. Журнал выражает точку зрения своего основателя, что духовный учитель по имени Майтрейя (Всемирный Учитель, The World Teacher) живёт и активно работает в мире обычных людей.
В журнале Бенджамин Крем публикует множество статей, которые, по его утверждениям, диктует ему Мастер Мудрости, просветленное существо, которое уже завершило развитие сознания на нашей планете, и поэтому не обязано воплощаться в человеческое тело. Журнал публикует множество писем с фотографиями и описаниями чудес, пережитых свидетелями этих чудес из разных стран мира.